# Алжирский ёж
Алжирский ёж (лат. Atelerix algirus) — вид насекомоядных из рода африканских ежей (Atelerix). Распространён в Алжире, Франции, Ливии, Марокко, Испании и Тунисе. Интродуцирован человеком на Канарские острова и Мальту.

## Описание
Алжирский ёж очень похож на обыкновенного ежа, но есть несколько броских различий между ними. Алжирский ёж меньше своего европейского собрата — его длина 25-30 сантиметров. Тем не менее, он больше африканских ежей, так как его ноги длиннее, из-за чего он быстрее бегает. Морда светлая, а лапы и голова коричневые. Уши большие и бросаются в глаза.
В отличие от прочих африканских ежей, иголки алжирских ежей более мягкие и светлые, а роскошная корона из длинных колючек на передней части головы и вовсе отсутствует, благодаря чему алжирские ежи легко узнаваемы.
Дважды в год, с октября по март, алжирские ежи занимаются продолжением рода. После 30-40-дневной беременности на свет появляются слепые и голые малыши, каждый из которых при рождении весит чуть более 15 граммов. В возрасте 10-12 недель они уже вполне способны размножаться. В семейных отношениях североафриканские ежи не отличаются постоянством и каждый раз выбирают себе нового партнёра.
Часто болеют заболеванием Archaeopsylla erinacei maura.

## Среда обитания
Очень мало известно о предпочтительной среде обитания североафриканского ежа. Он был обнаружен в средиземноморских хвойных и смешанных лесных климатических зонах, которые присутствуют в южных горных районах Испании и Северной Африки. В северной Африке его можно найти из Марокко в Ливии, но он не может выжить в сухих пустынных районах вокруг этой области. Его можно найти и в других более теплых регионах, включая части Франции, Канарские острова и Балеарские острова. В этих регионах его часто можно увидеть в садовых и парковых зонах.